# Écozone paléarctique : plantes à graines par nom scientifique (V)

## Va

### Vac
- Vaccaria - fam. Caryophyllacées
  - Vaccaria hispanica -  Vaccaire d'Espagne ou gypsophile des vaches
  - Vaccaria pyramidata -  Saponaire à bouquet

- Vaccinium - fam. Éricacées
  - Vaccinium angustifolium - Airelle à feuilles étroites
  - Vaccinium corymbosum
  - Vaccinium gaultherioides -  Airelle à petites feuilles ou « Airelle fausse gaulthiérie »
  - Vaccinium macrocarpon -  Canneberge à gros fruits
  - Vaccinium microcarpum -  Canneberge à petits fruits
  - Vaccinium myrtillus -  Myrtille noire
  - Vaccinium oxycoccos - Canneberge ou « Myrtille palustre »
  - Vaccinium uliginosum -  Airelle des marais
  - Vaccinium vitis-idaea - Airelle rouge

### Val
- Valantina
  - Valantina hispida -  Vaillantie hérissée

- Valeriana - fam. Valérianacées
  - Valeriana celtica -  Valériane celte
  - Valeriana dioica - Valériane dioïque ou « Valériane palustre »
  - Valeriana montana -  Valériane des montagnes
  - Valeriana officinalis - Valériane officinale ou « Herbe-aux-chats », « Valériane commune »
  - Valeriana pratensis -  Valériane des prés
  - Valeriana repens -  Valériane rampante
  - Valeriana saliunca -  Valériane saliunca
  - Valeriana sambucifolia -  Valériane à feuilles de sureau
  - Valeriana saxatilis -  Valériane des rochers
  - Valeriana sitchensis - Valériane
    - Valeriana sitchensis uliginosa - Valériane

  - Valeriana supina -  Valériane naine
  - Valeriana tripteris -  Valériane triséquée
  - Valeriana tuberosa -  Valériane tubéreuse
  - Valeriana versifolia -  Valériane à feuilles diverses
  - Valeriana wallrothii -  Valériane de Wallroth ou « Valériane des collines »

- Valerianella - fam. Valérianacées
  - Valerianella oliteria ou Valerianella auricula - Mâche ou « Doucette »
  - Valerianella carinata - Valérianelle carénée
  - Valerianella coronata - Valérianelle couronnée
  - Valerianella dentata - Valérianelle dentée
  - Valerianella eriocarpa - Valérianelle à fruits velus
  - Valerianella locusta - Doucette ou « Mâche », « Rampon », « Valérianelle potagère »
  - Valerianella rimosa -  Valérianelle sillonnée

- Vallantia
  - Vallantia hispida - Vaillantie

- Vallisneria - fam. Hydrocharitacées
  - Vallisneria spiralis -  Vallisnérie en spirale

### Vat
- Vatairea

- Vataireopsis

## Ve

### Ver
- Veratrum - fam. Liliacées
  - Veratrum album -  Vérâtre blanc ou « Hellébore blanc » 
    - Veratrum album lobelianum -  Vérâtre commun

  - Veratrum nigrum -  Vérâtre noir

- Verbascum - fam. Scrophulariacées
  - Verbascum alpinum - Molène des Alpes
  - Verbascum blattaria - Herbe aux mites ou « Molène blattaire »
  - Verbascum boerhavii - Molène de mai
  - Verbascum chaixii - Molène de Chaix
  - Verbascum chaixii austriacum  - Molène d'Autriche
  - Verbascum densiflorum - Molène à fleurs denses ou « Verbascum fausse-barbasse »
  - Verbascum lychnitis - Molène lychnite
  - Verbascum nigrum - Molène noire
  - Verbascum phlomoides - Molène lychnite ou Molène faux phlomis
  - Verbascum phoeniceum - Molène de Phénicie
  - Verbascum pulverulentum - Molène pulvérulente
  - Verbascum thapsus - Molène thapsus
  - Verbascum thapsus crassifolium - Molène à feuilles épaisses
  - Verbascum virgatum - Molène effilée ou Molène fausse blattaire
  - Verbascum thapsus - Bouillon blanc,
  - Verbascum sinuatum - Molène à feuilles sinuées

- Verbena	- fam. Verbénacées
  - Verbena bonariensis ou Verbena teucrioides - Verveine
  - Verbena canadensis -  Verveine du Canada ou « Verveine de Miquelon »
  - Verbena hastata -  Verveine bleue
  - Verbena hybrida -  Verveine des jardins
  - Verbena officinalis -  Verveine officinale ou « Verveine commune »
  - Verbena rigida - Verveine rugueuse
  - Verbena simplex -  Vervaine
  - Verbena triphylla ou Verbena citriodora -  Verveine citronnelle

- Veronica - fam. Scrophulariacées
  - Veronica acinifolia - Véronique à feuilles d'acinos
  - Veronica agrestis - Véronique agreste
  - Veronica allionii - Véronique d'Allioni
  - Veronica alpina - Véronique des Alpes
  - Veronica anagallis-aquatica - Véronique mouron d'eau
  - Veronica anagalloides - Véronique faux mouron d'eau
  - Veronica aphylla - Véronique à tige nue
  - Veronica arvensis - Véronique des champs
  - Veronica austriaca
    - Veronica austriaca teucrium - Véronique germandrée

  - Veronica beccabunga - Cresson-de-cheval ou « Véronique beccabonga »
  - Veronica bellidioides - Véronique fausse pâquerette
  - Veronica catenata -  Véronique en chaîne
  - Veronica chamaedrys - Fausse germandrée ou « Véronique petit-chêne » ou « Véronique commune »
  - Veronica dillenii - Véronique de Dillenius
  - Veronica filiformis - Véronique filiforme
  - Veronica fruticans - Véronique buissonnante
  - Veronica fruticulosa - Véronique sous-ligneuse
  - Veronica hederifolia - Véronique à feuilles de lierre
    - Veronica hederifolia lucorum - Véronique des bois

  - Veronica montana -  Véronique des montagnes
  - Veronica officinalis - Véronique officinale
  - Veronica opaca - Véronique opaque
  - Veronica peregrina - Véronique voyageuse
  - Veronica persica - Véronique de Perse
  - Veronica polita - Véronique luisante
  - Veronica praecox - Véronique précoce
  - Veronica prostrata - Véronique couchée
    - Veronica prostrata scheereri - Véronique de Scheerer

  - Veronica scutellata - Véronique à écussons
  - Veronica serpyllifolia - Véronique à feuilles de serpolet
    - Veronica serpyllifolia humifusa - Véronique étendue

  - Veronica spicata - Véronique en épi
  - Veronica triphyllos - Véronique à trois lobes
  - Veronica urticifolia - Véronique à feuilles d'ortie
  - Veronica verna - Véronique du printemps

## Vi

### Vib
- Viburnum - fam. Adoxacées

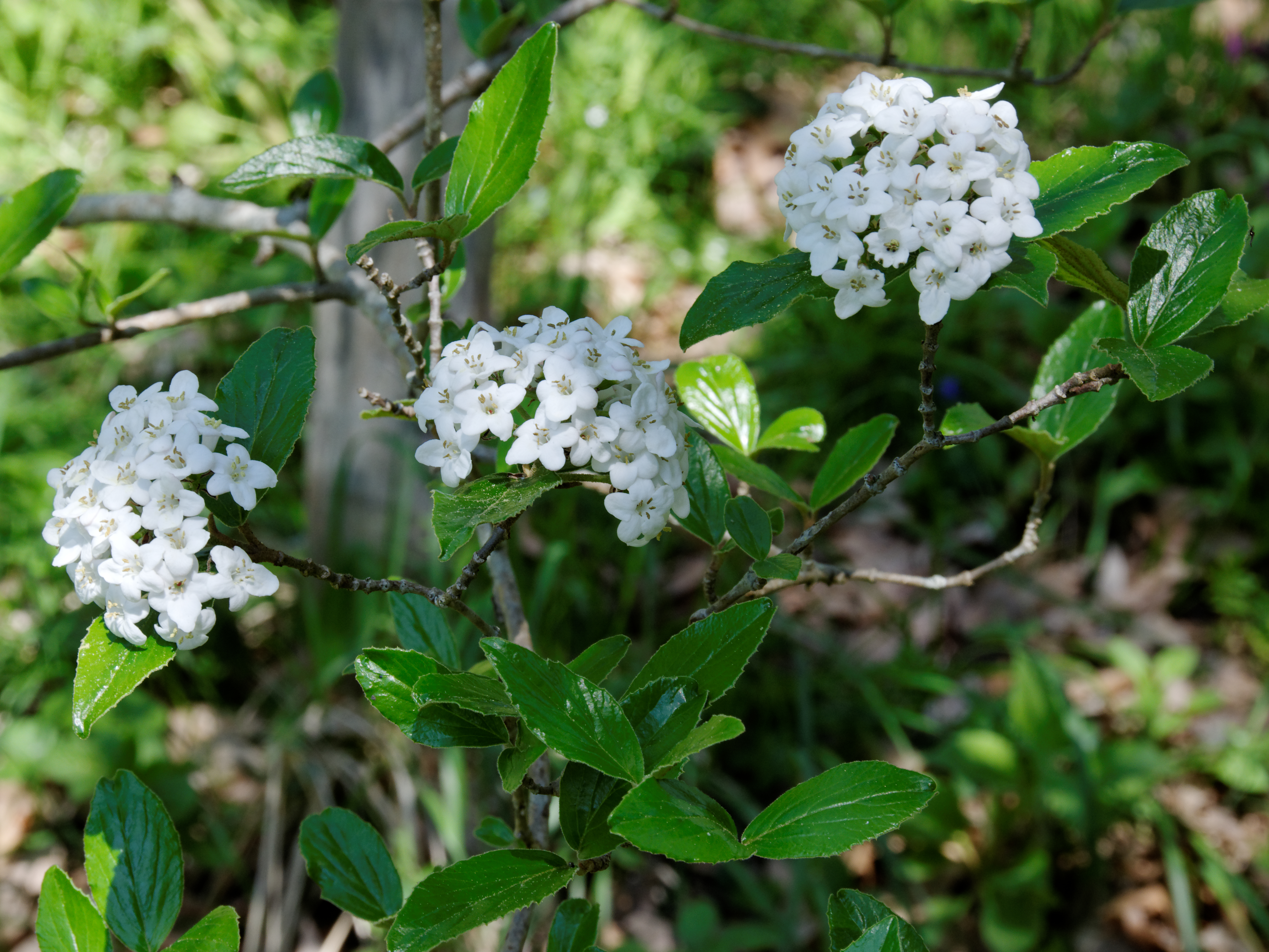
Viburnum x burkwoodii Burkw. & Skip

  - Viburnum alnifolium - Viorne à feuilles d'aulne
  - Viburnum alnifolium carlcephallum
  - Viburnum bitchiuense
  - Viburnum burkwoodii - Viorne de Burkwood
  - Viburnum carlesii - Viorne de Carles
  - Viburnum cassinoides
  - Viburnum cinnamomifolium - Viorne à feuilles de cannelle
  - Viburnum davidii - Viorne de David
  - Viburnum edule
  - Viburnum farreri ou Viburnum fragrans
  - Viburnum judii
  - Viburnum lantana - Viorne lantane
  - Viburnum lentago - Viorne flexible
  - Viburnum macrocephallum
  - Viburnum odoratissimum - Viorne très odorant
  - Viburnum opulus - Viorne obier ou « Boule-de-neige »
  - Viburnum plicatum
  - Viburnum pragense
  - Viburnum recognitum
  - Viburnum rhytidophyllum
  - Viburnum sargentii - Viorne de Sargent
    - Viburnum sargentii calvescens -

  - Viburnum setigerum
  - Viburnum tinus
  - Viburnum trilobum - Viorne trilobée

### Vic
- Vicia - fam. Fabacées
  - Vicia bithynica - Vesce de Bithynie
  - Vicia cassubica -  Vesce de Cachoubie
  - Vicia cracca - Vesce craque
    - Vicia cracca incana - Vesce blanchâtre
    - Vicia cracca tenuifolia- Vesce à feuilles grêles

  - Vicia dumetorum - Vesce des buissons
  - Vicia ervilia -  Vesce ervilia
  - Vicia faba - Fève
  - Vicia grandiflora- Vesce à grandes fleurs
  - Vicia hirsuta - Vesce hérissée
  - Vicia hybrida - Vesce hybride
  - Vicia lathyroides - Vesce fausse gesse
  - Vicia lutea - Vesce jaune
  - Vicia narbonensis - Vesce de Narbonne
  - Vicia onobrychioides - Vesce fausse esparcette
  - Vicia orobus - Vesce orobe
  - Vicia pannonica - Vesce de Hongrie
  - Vicia parviflora - Vesce à petites fleurs ou « Vesce gracile »
  - Vicia peregrina - Vesce voyageuse
  - Vicia pisiformis - Vesce à feuilles de pois
  - Vicia sativa - Vesce commune
    - Vicia sativa cordata - Vesce à feuilles en cœur
    - Vicia sativa nigra - Vesce noire

  - Vicia sepium - Vesce des haies
  - Vicia serratifolia - Vesce à feuilles dentées
  - Vicia sylvatica - Vesce des bois
  - Vicia tetrasperma - Vesce à quatre graines
  - Vicia villosa - Vesce velue
  - Vicia villosa varia - Vesce bigarrée

### Vin
- Vinca - fam. Apocynacées
  - Vinca balcanica
  - Vinca difformis
  - Vinca herbacea
  - Vinca major - Grande pervenche
  - Vinca minor - Petite pervenche

- Vincetoxicum - Asclépiadacées
  - Vincetoxicum funebra - Dompte-venin funèbre
  - Vincetoxicum hirundinaria - Dompte-venin officinal

### Vio
- Viola - fam. Violacées
  - Viola affinis - Violette affine
  - Viola alba -  Violette blanche
    - Viola alba scotophylla - Violette à feuilles sombres

  - Viola arvensis - Pensée des champs
  - Viola biflora - Pensée à deux fleurs
  - Viola calcarata - Pensée éperonnée
  - Viola canina - Violette des chiens
    - Viola canina montana - Violette des montagnes
    - Viola canina schultzii - Violette de Schultz

  - Viola cenisia - Pensée du Mont-Cenis
  - Viola collina - Violette des coteaux
  - Viola comollia - Pensée de Comolli
  - Viola cucullata - Violette
  - Viola dubyana - Pensée de Duby
  - Viola elatior -  Violette élevée
  - Viola eriocarpa - Violette
  - Viola hirta - Violette hérissée
  - Viola hispida - Pensée de Rouen
  - Viola kitaibeliana - Pensée de Kitaibel
  - Viola lactea - Violette lactée
  - Viola lutea - Pensée jaune
  - Viola macloskeyi - Violette
  - Viola mirabilis - Violette singulière
  - Viola nephrophylla - Violette
  - Viola obliqua - Violette à capuchon ou « Violette oblique »
  - Viola odorata - Violette odorante
  - Viola palustris - Violette des marais
  - Viola persicifolia - Violette à feuilles de pêcher
  - Viola pinnata - Violette pennée
  - Viola pumila - Violette naine
  - Viola pyrenaica - Violette des Pyrénées
  - Viola reichenbachiana - Violette de Reichenbach ou « Violette des forêts »
  - Viola renifolia - Violette
  - Viola riviniana - Violette de Rivinus
  - Viola rupestris - Violette des rocailles ou « Violette rupestre »
  - Viola scotophylla - Violette
  - Viola selkirkii - Violette de Selkirk
  - Viola silvestris - Violette des bois
  - Viola suavis - Violette suave
  - Viola thomasiana Songeon - Violette de Thomas Songeon
  - Viola tricolor - Pensée sauvage ou « Pensée tricolore » ou « Pensée des champs » 
    - Viola tricolor hortensis ou Viola wittrockiana -  Pensée

### Vis
- Viscaria
  - Viscaria coeli-rosa - Coquelourde Rose du ciel

- Viscum - fam. Loranthacées (plante parasite)
  - Viscum album - Gui blanc d'Europe ou « Vischio commune »
    - Viscum album abietis - Gui de l'Abete ou « Vischio de l'Abete »
    - Viscum album austriacum - Gui d'Autriche

- Visnaga - fam. Apiacées
  - Visnaga daucoides - Ammi visnage

### Vit
- Vitex
  - Vitex agnus-castus - Gatillier ou Faux-Poivrier

- Vitis - fam. Vitaceae
  - Vitis labrusca - Vigne américaine ou « Vigne framboisier »
  - Vitis riparia  - Vigne des rivages
  - Vitis vinifera - Vigne rouge, Vigne d'Europe, Vigne commune

## Vo

### Vou
- Vouacapoua

## Vu

### Vul
- Vulpia - fam. Poacées
  - Vulpia bromoides -  Vulpie faux brome

- - Vulpia ciliata  -  Vulpie ciliée
  - Vulpia myuros -  Vulpie queue-de-rat
  - Vulpia unilateralis - Vulpie unilatérale

Voir aussi Plantes par nom scientifique.